# Алі Демі
Алі Демі (алб. Ali Demi; нар. 28 січня 1918, Чамерія — пом. 19 грудня 1943, Вльора) — народний Герой Албанії, партизан-антифашист Другої світової війни.
А. Демі навчався у середній школі ім. Кемаля Стафа у Тирані (Албанія).
Під впливом антимонархічних, соціалістичних і демократичних ідей, популярних в Албанії напередодні війни, став учасником Руху Опору у Греції та Албанії під час італо-німецької окупації у період Другої світової війни. Воював у складі Народно-визвольної армії Греції, створеної Національно-визвольним фронтом Греції (EAM).
Загинув 19 грудня 1943.
До кінця окупації у травні 1944 у складі ELAS був сформований греко-албанський IV батальйон імені «Алі Демі» чисельністю 460 чоловік.
Після приходу у 1944 до влади комуністів йому було присвоєно звання Героя Албанії.
У пам'ять про героя названо один з парків у Тирані.